# Chrysopa nigripalpis
Chrysopa nigripalpis är en insektsart som beskrevs av Banks 1910. Chrysopa nigripalpis ingår i släktet Chrysopa och familjen guldögonsländor. Inga underarter finns listade i Catalogue of Life.